# 普拉伊 (瓦兹省)
普拉伊（法語：Plailly，法語發音：[plaji]）是法国瓦兹省的一个市镇，属于桑利斯区。

## 地理
普拉伊（49°6'12"N, 2°35'1"E）面积16.25 平方千米，位于法国上法蘭西大區瓦兹省，该省份为法国北部内陆省份，北起索姆省，西接厄尔省和滨海塞纳省，南至塞纳-马恩省和瓦兹河谷省，东临埃纳省。
与普拉伊接壤的市镇（或旧市镇、城区）包括：莫尔泰丰坦、塞尔瓦地区拉沙佩勒、泰夫河畔蒂耶尔、圣维茨、叙尔维利耶、韦马尔、新穆西。

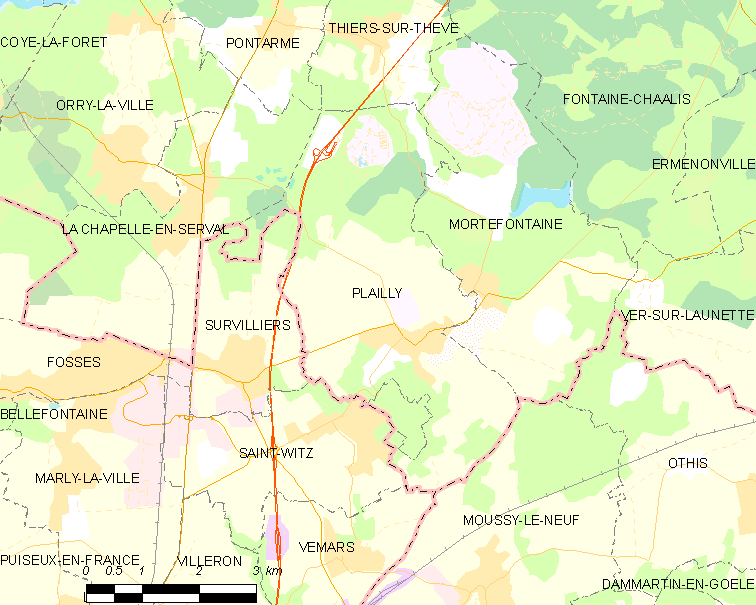
的OSM定位图

普拉伊的时区为UTC+01:00、UTC+02:00（夏令时）。

## 行政
普拉伊的邮政编码为60128，INSEE市镇编码为60494。

## 政治
普拉伊所属的省级选区为桑利斯县。

## 人口

1962-2008年间人口变化图示

普拉伊于2022年1月1日时的人口数量为1791人。